# 小松原美里

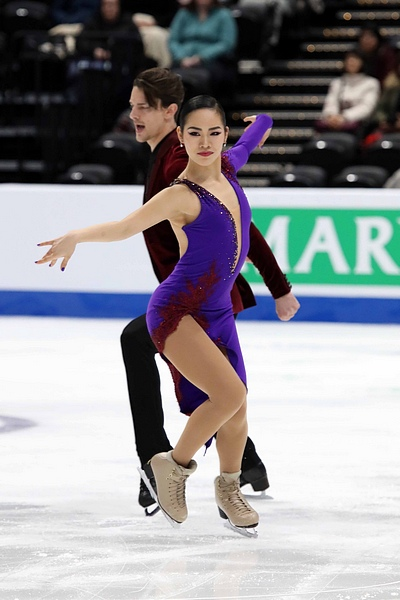
小松原美里与小松原尊，2019年

小松原美里（日语：／ Komatsubara Misato，1992年7月28日—），日本花式溜冰運動員，她代表日本隊參加了中國舉行的2022年冬季奧林匹克運動會，並且在團體比賽上獲得銀牌。